# Бої за Балаклію
Бої за Балаклію розпочалися 26 лютого 2022 року, невдовзі після початку вторгнення Росії в Україну, і тривали до 8 вересня 2022 року, коли місто було звільнене Збройними силами України.

## Передумови
У перші дні російського вторгнення в Україну у 2022 році російські війська захопили більшу частину східної Харківської області, включно з містами Куп’янськ, Шевченкове та Балаклія. Саму Балаклію захопили 3 березня 2022 року. З березня до початку травня основна частина бойових дій на території Харківської області була зосереджена в містах Харків та Ізюм.
На початку квітня російські війська захопили Ізюм, а українські війська успішно обороняли Харків до початку травня. Після цього лінія фронту почала стагнувати, оскільки Російська Федерація та Україна зосередили свої зусилля на містах Сєвєродонецьк, Лисичанськ та ширшому регіоні Донбасу.
Протягом липня та серпня 2022 року українські та російські ЗМІ посилювали заяви про український контрнаступ у Херсонській області, який почався 29 серпня 2022 року. Контрнаступ просувався повільно, українські війська зазнавали великих втрат і стикалися з жорстким опором Російської Федерації. Проте 6 вересня українські війська розпочали раптовий контрнаступ на сході Харківської області, з першого ж дня почалися бої за Балаклію.

## Перебіг подій

#### Лютий
26 лютого з боку Росії в бік Балаклії вирушили 60 одиниць техніки. Українські солдати зайняли оборону. Близько 17:40 на в'їзді до міста розпочалися бої. Відбулася атака з українського літака.
27 лютого імовірно, відбулося влучання російського снаряда в склад, спалахнула пожежа. Під вечір місто зазнало потужних авіаударів; є значні пошкодження житлових будинків.

### Окупація

#### Березень
2 березня окупанти зайшли до міста. Мер міста Іван Столбовий заявив, що не буде співпрацювати з окупантами. 4 березня в зведенні ГШ ЗСУ заявили про захоплення міста російськими військами.
8 березня вночі було знищено близько 500 одиниць техніки окупантів на Балаклійському ремонтному заводі.
26 березня військова адміністрація області повідомляла, що мера затримали окупанти. Згодом з'явилось відео, де Столбовий каже, що домовився з російськими окупантами і мешканці міста можуть отримувати гуманітарну допомогу.
27 березня від окупантів звільнено село Гусарівка в Балаклійському районі. Було знищено приблизно 100 окупантів та 60 одиниць техніки.

#### Квітень
7 квітня стало відомо, що мер Балаклії Іван Столбовий із родиною втік до Росії.

### Визволення

#### Вересень
4 вересня було завдано удар по військовій базі.
6 вересня ЗСУ завдали потужний удар по позиціях російських військ в районі Балаклії і розпочали активний контрнаступ. Протягом першого дня ЗСУ звільнили декілька сіл, зокрема Вербівка та Яковенкове, та увійшли до Балаклії. Міст через Балаклійку було підірвано російськими військами при відступі.
7 вересня звільнено частину траси М-03, а саме ділянку Чугуїв–Волохів Яр. Звільнено населені пункти Волохів Яр, Байрак, Нова Гусарівка, Щурівка та інші. Підрозділи ЗСУ зайняли околиці міста.
8 вересня над РДА Балаклійського району замайорів український прапор.

## Наслідки
Протягом кількох днів після бою українські війська 9 вересня звільнили Куп’янськ, 14-та бригада звільнила смт Пролісне, 10 вересня — Ізюм, 12 вересня — Великий Бурлук і Вовчанськ. Контрнаступ зупинився після 12 вересня, коли на схід Харківщини повернулись редакції новин, Укрпошта та інші організації.